# Dickmaulrüssler
Die Dickmaulrüssler (Otiorhynchus) stellen eine Käfergattung aus der Familie der Rüsselkäfer (Curculionidae) dar. Viele Vertreter sind landwirtschaftliche Schädlinge, da die Larven die Wurzeln, Knollen und Rhizome abfressen und die adulten Tiere (Imagines) sich hauptsächlich von Blättern, Knospen oder jungen Trieben der Pflanzen ernähren.

## Merkmale
Dickmaulrüssler besitzen meist eine dunkle schwarze oder braune Färbung. Einige Vertreter können jedoch auch gelb gefärbt sein. Sie können zwischen 3 und 14 mm groß werden. Der für sie typische Rüssel ist stets kräftig entwickelt und besitzt ohrenförmige wulstartige Gebilde (Pterygien genannt), die sich neben den Fühlergruben befinden. An der Spitze sind diese verbreitert und etwa doppelt so lang wie breit.
Sowohl die Oberseite des Körpers als auch die Schienen, die Antennen und die in der Mitte verdickten Schenkel sind kahl, seltener behaart oder beschuppt. Die obere Rückenseite (das Pronotum) ist häufig geriffelt, gerunzelt, gekörnt und mit dunkelbraun bis gelb gefärbten Pünktchen versehen.

## Lebensweise
Die erwachsenen Tiere treten meist zur Dämmerung oder nachts auf und sind polyphag an krautigen Pflanzen oder kleineren Gehölzen von April bis Oktober zu finden. Die Einschleppung des Schädlings in die Landwirtschaft bzw. in den Garten erfolgt oft mit dem Substrat oder über getopfte Pflanzen, von denen aus sie sich dann auf die verschiedenen Pflanzenarten ausbreiten. Durch Trockenheit geschwächte Pflanzen werden bevorzugt. Die Fraßschäden erreichen ihren Höhepunkt im Spätsommer. Die Bekämpfung der Larven kann mit räuberischen Nematoden erfolgen.
Nach der Kopulation erfolgt die Eiablage, welche auch durch Jungfernzeugung möglich ist, in den Boden, wo die Larven zunächst an Wurzeln fressen. Die daraus entstehenden Puppen graben sich kleinere Erdhöhlen und überwintern zumeist wieder als Larve, seltener als Puppe. Der Käfer fällt durch vom Rand her angefressene Blätter auf. Bei Gefahr lässt er sich zu Boden fallen und sucht ein Versteck auf.

## Arten (Auswahl)

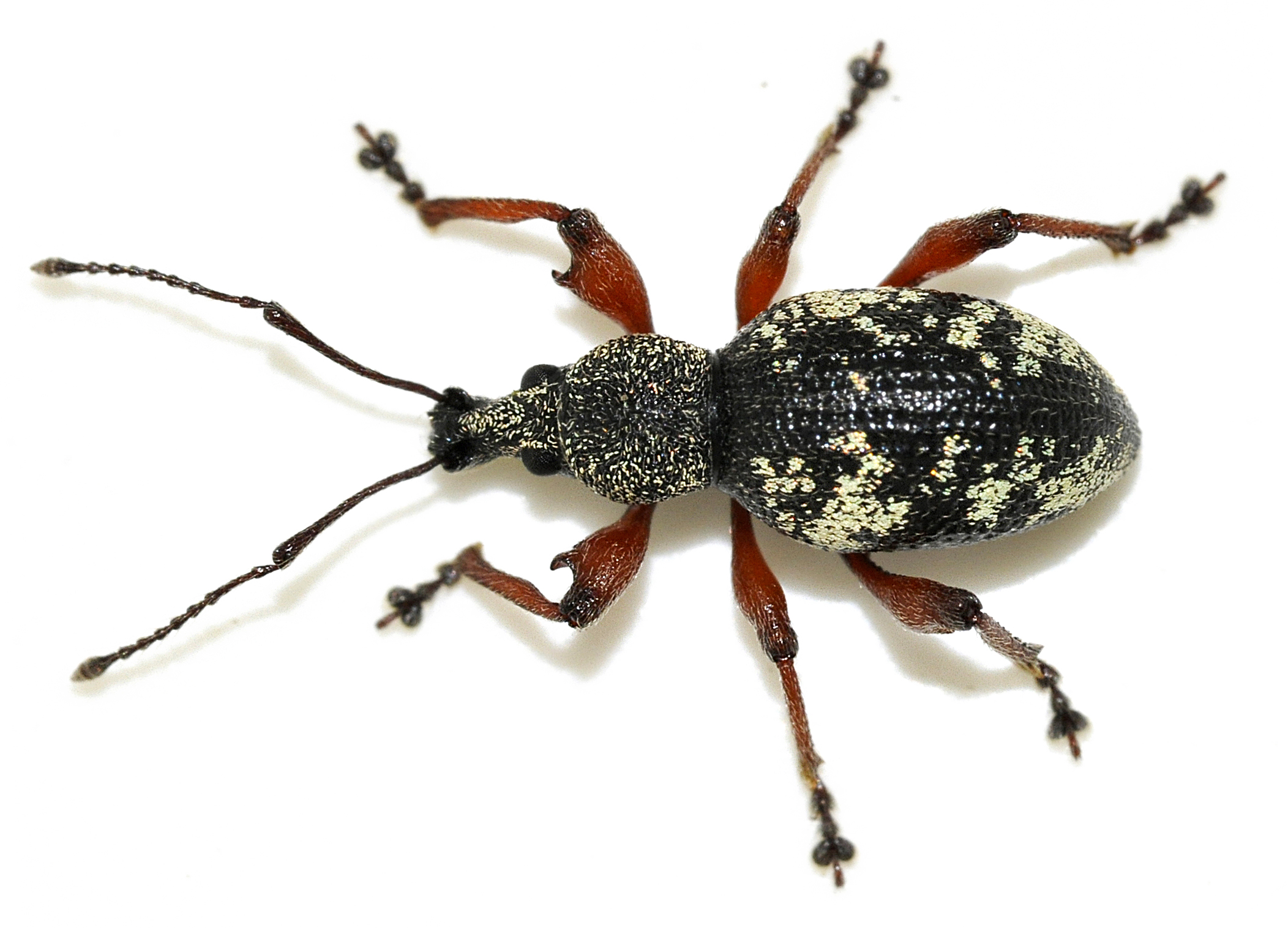
Manche Arten (hier Otiorhynchus lepidopterus) sind auffällig beschuppt.

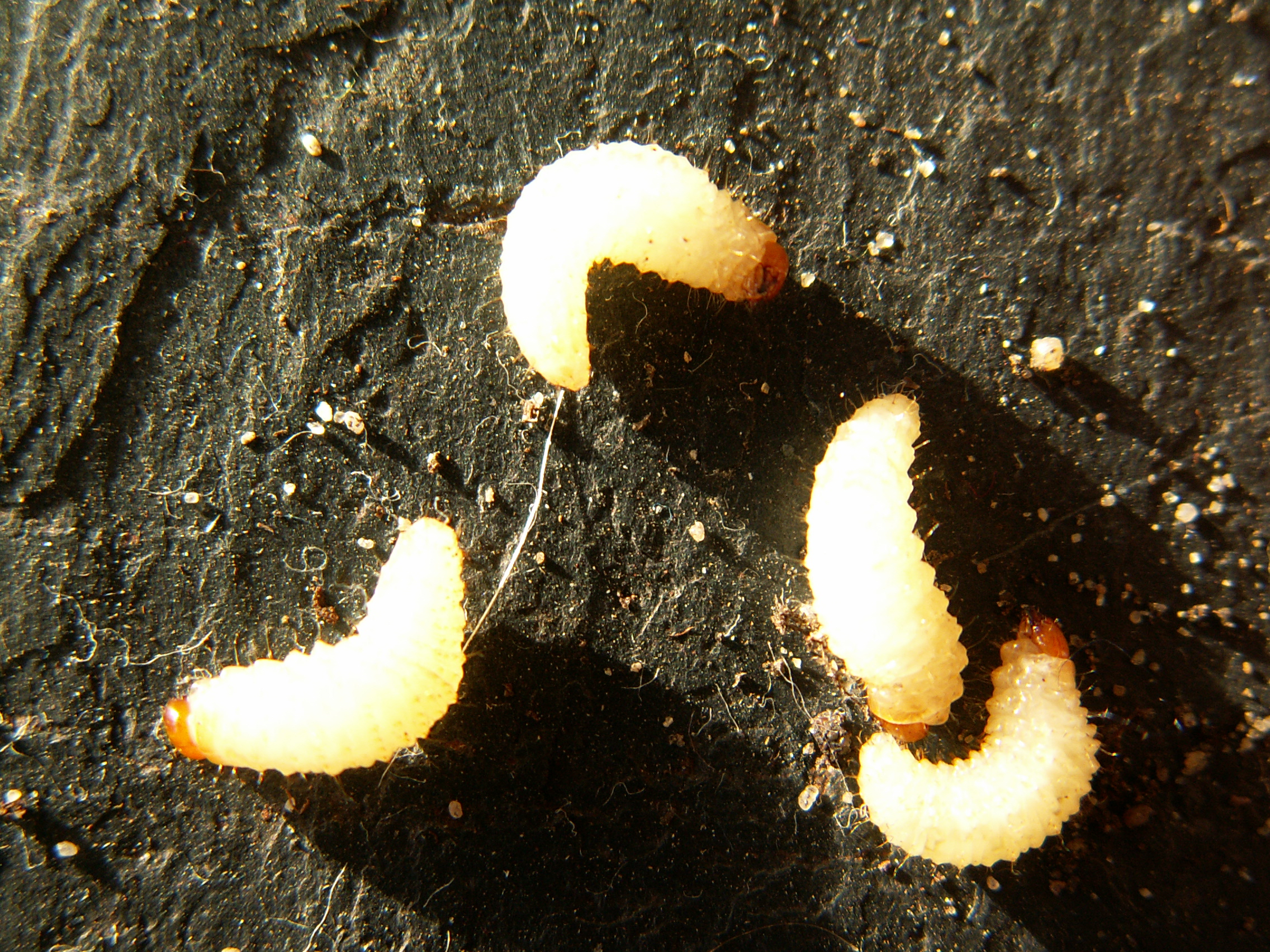
Larven von Otiorhynchus sulcatus

Die Gattung der Dickmaulrüssler ist umfangreich. Sie umfasst in der Paläarktis etwa 1.000 Arten und Unterarten. Hier eine kleine Auswahl:
- Otiorhynchus armadillo
- Otiorhynchus coecus – Schwarzer Rüsselkäfer oder Schwarzer Fichten-Dickmaulrüssler
- Otiorhynchus crataegi – Weißdorn-Dickmaulrüssler oder Gebüsch-Dickmaulrüssler
- Otiorhynchus cribricollis
- Otiorhynchus fagi – Rotfüßiger Lappenrüssler
- Otiorhynchus lepidopterus
- Otiorhynchus ligustici – Kleeluzerne-Rüssler oder Luzerne-Dickmaulrüssler
- Otiorhynchus morio
- Otiorhynchus ovatus – Kleiner Schwarzer Rüsselkäfer
- Otiorhynchus raucus – Rauer Dickmaulrüssler
- Otiorhynchus sulcatus – Gefurchter Dickmaulrüssler